# Adersia gandarai
Adersia gandarai är en tvåvingeart som beskrevs av Travassos Dias 1959. Adersia gandarai ingår i släktet Adersia och familjen bromsar.
Artens utbredningsområde är Moçambique. Inga underarter finns listade i Catalogue of Life.